# Jadis (gruppo musicale)
I Jadis sono un gruppo musicale neoprogressive britannico. Il loro stile è un misto di chitarre rock con l'aggiunta di sintetizzatori per aggiungere profondità ed atmosfera. Attualmente sono sotto contratto con la Inside Out Music.
Il nome Jadis è tratto dal racconto Il nipote del mago di C. S. Lewis. Lo stesso personaggio apparve successivamente come la "strega bianca" in Il leone, la strega e l'armadio.

## Storia del gruppo
I Jadis si formarono a Southampton nel 1986 e nel 1989 pubblicarono il primo album omonimo Jadis, prodotto da Steve Rothery dei Marillion. Nel 1992, pubblicarono More Than Meets the Eye che li fece conoscere sulla scena progressive rock ricevendo una buona accoglienza.
Il principale autore dei Jadis è il leader Gary Chandler (voce solista, chitarra elettrica), anche se generalmente i brani sono attribuiti collettivamente a tutta la band. Altri membri originali del gruppo erano Trevor Dawkins (basso), Pete Salmon (tastiere) e Paul Alwin (batteria), in seguito rimpiazzato da Mark Law nel luglio 1988. Nel corso degli anni entrarono in formazione anche Martin Orford (tastiere), John Jowitt (basso) e Steve Christey (batteria).
Alla fine degli anni novanta, Orford e Jowitt uscirono dal gruppo per un breve periodo venendo sostituiti da Mike Torr (tastiere) e Steve Hunt (basso), ma in seguito tornarono in occasione dell'album Understand (2000). Dopo aver terminato il disco Photoplay nel 2006, Orford lasciò nuovamente la band volendosi ritirare dal mondo dell'industria musicale. Venne rimpiazzato dal tastierista Giulio Risi. Nello stesso anno, anche Jowitt uscì dal gruppo, e venne sostituito da Andy Marlow. Nel 2016 la band ha pubblicato l'album No Fear of Looking Down.

## Formazione

### Formazione attuale
- Gary Chandler
- Steve Christey
- Nick May
- Giulio Risi
- Andy Marlow

### Ex componenti
- Martin Orford
- John Jowitt
- Trevor Dawkins
- Les Marshall
- Mark Ridout
- Paul Alwin
- Pete Salmon
- Mark Law

## Discografia

### Album in studio
- 1989 – Jadis
- 1992 – More Than Meets the Eye
- 1994 – Across the Water
- 1997 – Somersault
- 2000 – Understand
- 2003 – Fanatic
- 2006 – Photoplay
- 2012 – See Right Through You
- 2016 – No Fear of Looking Down
- 2017 – More Than Meets the Eye (25th Anniversary Edition)
- 2024 – More Questions Than Answers

### Album dal vivo
- 1998 – As Daylight Fades
- 2001 – Alive Outside

### EP
- 1993 – Once Upon a Time
- 1994 – No Sacrifice
- 1996 – Once or Twice

### Raccolte
- 2001 – Medium Rare
- 2019 – Medium Rare II

## Videografia

### Album video
- 2003 – View from Above